# Zakrzewska Kolonia
Zakrzewska Kolonia – nieczynny przystanek kolejowy, a dawniej także stacja w Zakrzewku na linii kolejowej Świecie nad Wisłą – Złotów, w województwie kujawsko-pomorskim.